# Teupin Ara (Samudera)
Teupin Ara is een bestuurslaag in het regentschap Aceh Utara van de provincie Atjeh, Indonesië. Teupin Ara telt 465 inwoners (volkstelling 2010).